# So Young
So Young (укр. Такий юний) — це дебютний сингл гурту «The Stone Roses», виданий восени 1985 року.

## Композиції
1. "So Young" (укр. Такий юний) (3:30)
2. "Tell Me" (укр. Скажи мені) (3:50)